# Lexus LS
Lexus LS – luksusowy samochód osobowy produkowany przez japoński koncern motoryzacyjny Toyota Motor Corporation pod marką Lexus od 1989 roku. Jest to pierwszy, a zarazem sztandarowy model marki Lexus. Od 2017 roku produkowana jest piąta generacja pojazdu.
Lexus LS był pierwszym w historii samochodem wyposażonym w światła mijania bazujące na diodach LED. Pokazany w 2007 Lexus LS 600h był pierwszą w historii pełną hybrydą z silnikiem V8, natomiast Lexus LS 400 z 1998 roku w europejskiej specyfikacji w był pierwszym samochodem w historii z nawigacją satelitarną dostępną w standardzie.

## Pierwsza generacja

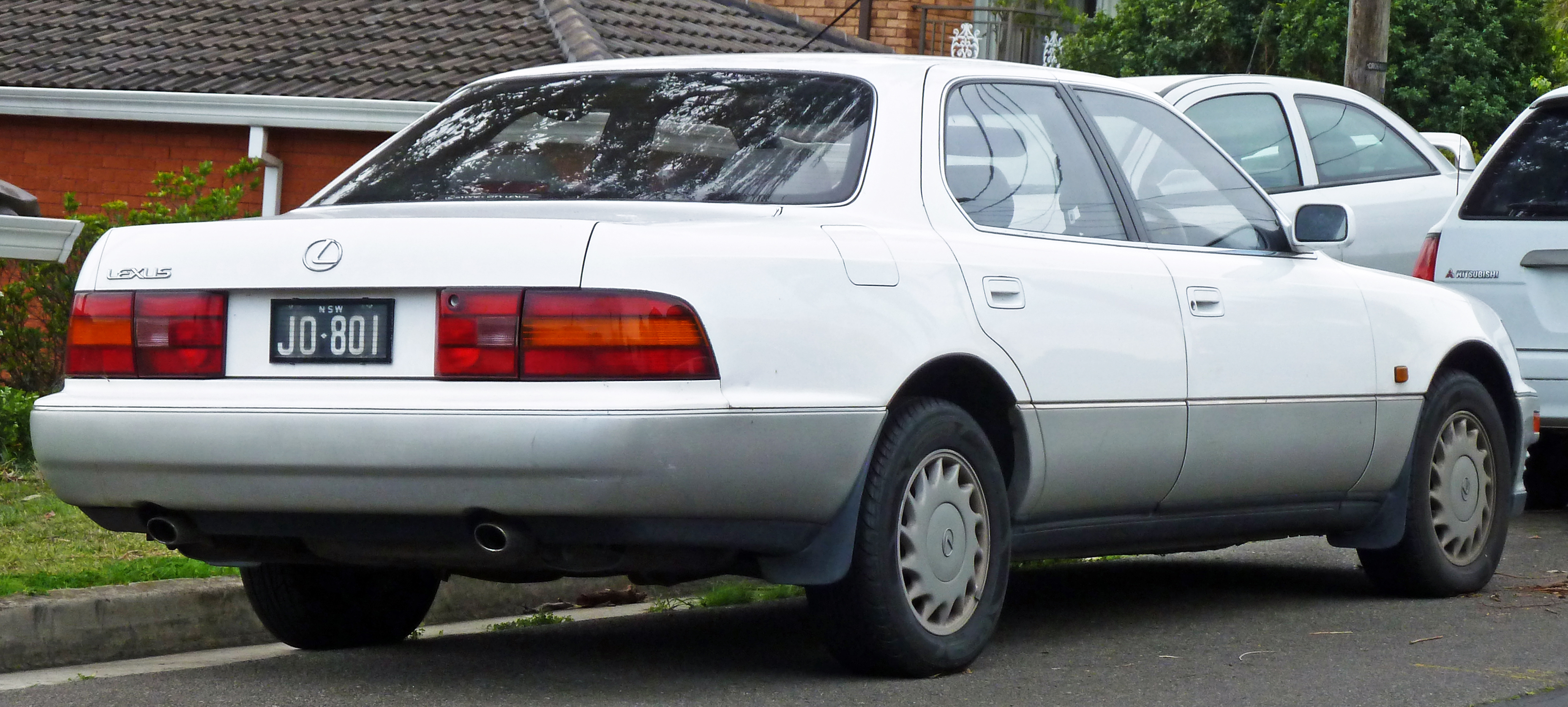
Lexus LS I – tył

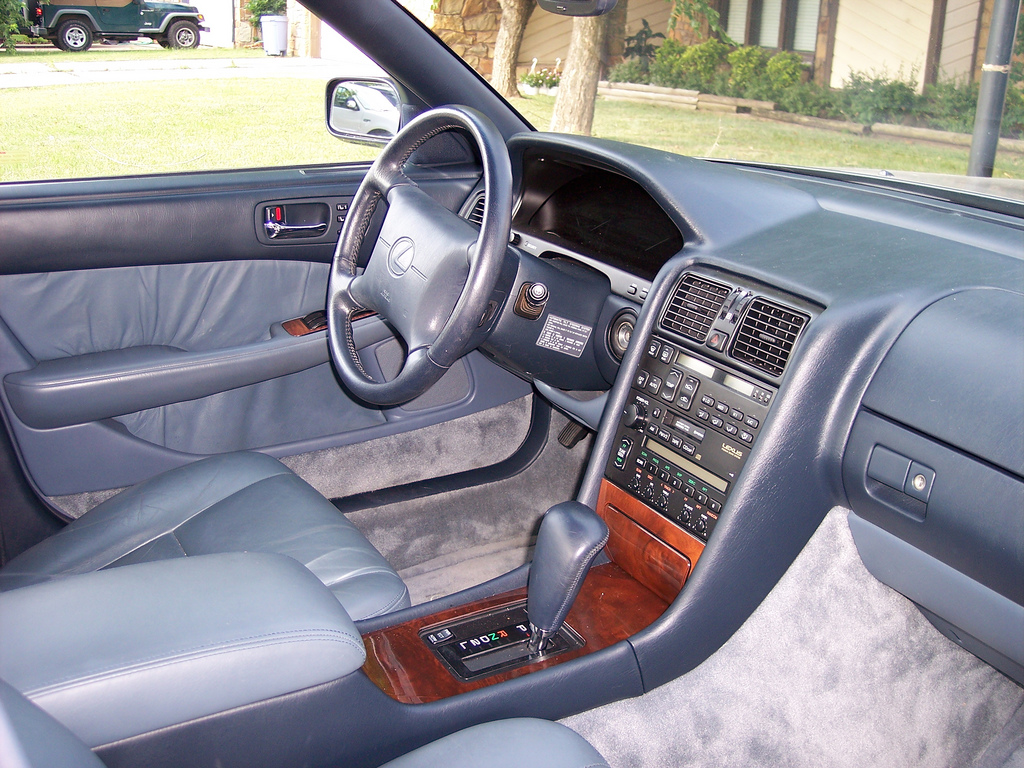
Lexus LS I – wnętrze

Lexus LS I powstawał w latach 1989–1994 jako pierwsza limuzyna klasy premium produkowana przez japoński koncern motoryzacyjny Toyota Motor Corporation pod specjalnie powstałą marką Lexus.
W 1983 roku Eiji Toyoda zebrał sztab specjalistów o łącznej liczbie około 3900 osób, aby rozpocząć prace nad projektem o kryptonimie F1, z którego później wyłonił się Lexus LS 400. Zanim pierwsza generacja Lexusa LS trafiła do produkcji, Japończycy stworzyli około 400 aut koncepcyjnych i 900 prototypów jednostek napędowych. Projekt samochodu pochłonął ponad miliard dolarów.
W 1992 roku auto przeszło modernizacje, a rok później z ponad 50 zmianami trafiło do dealerów na całym świecie. Zmieniono m.in. układ hamulcowy i atrapę chłodnicy, a do wyposażenia standardowego dodano m.in. poduszkę powietrzną pasażera, automatyczny włącznik świateł, cyfrowy licznik kilometrów, napinacze pasów bezpieczeństwa oraz listwy boczne nadwozia.

### Wyposażenie
Standardowe wyposażenie pojazdu obejmowało m.in. elektryczne sterowanie szyb, elektryczne sterowanie lusterek, klimatyzację, skórzaną tapicerkę, podgrzewane fotele, radio.

### Silniki
| Wersja                         | Lexus LS 400 |
| Produkcja                      | 1989-1994 / 166.000 sztuk |
| Silnik                         | Toyota 1UZ FE – 8-cylindrowy, w układzie V 32 zawory DOHC 4 zawory na cylinder Elektroniczny wtrysk paliwa nippon denso,            |
| Umiejscowienie silnika         | Wzdłużnie do osi pojazdu |
| Napęd                          | napęd na oś tylną |
| Pojemność skokowa              | 3960 cm³ |
| Pojemność skokowa              | 87,5 × 82,5 mm |
| Stopień sprężania              | 10,0:1 |
| Moc maksymalna                 | 190 kW (250 KM) @ 5400 rpm |
| Moc na jeden litr              | 62,5 KM / 1 litr pojemności skokowej cm³                                                                                            |
| Maksymalny moment obrotowy     | 353 Nm @ 4400 rpm |
| Prędkość maksymalna            | 250 km/h (dane producenta) |
| Przyśpieszenie 0–100 km/h      | 8,4 s (dane producenta) |
| Poziom głośności przy 100 km/h | 58 dB (dane producenta) |
| Zużycia paliwa na 100 km       | Średnie – przy prędkości: 90 km/h – 8,2 l / przy prędkości: 120 km/h – 10,5 l (dane producenta) (98 RON)                            |
| Zużycia paliwa na 100 km       | Cykl miejski – 12,5 l / max. 16,5 l (dane producenta) (98 RON)                                                                      |
| Układ hamulcowy                | Stalowe tarcze, firmy Brembo 2-tłoczkowe zaciski z przodu 2-tłoczkowe zaciski z tyłu Średnica tarcz – Przód: Ø 300 mm Tył: Ø 290 mm |
| Droga hamowania (100–0 km/h)   | Zimne: 40,2 m Rozgrzane: 41,2 m |
| Nadwozie / Karoseria           | Stalowa karoseria z komponentami i lekką stalą Aluminium 4-drzwiowy sedan                                                           |
| Skrzynia biegów                | Aisin (4-biegowa automatyczna) |
| Felgi / Opony                  | Lexus Design Goodyear Przód i Tył: 225/55 ZR16                                                                                      |

## Druga generacja

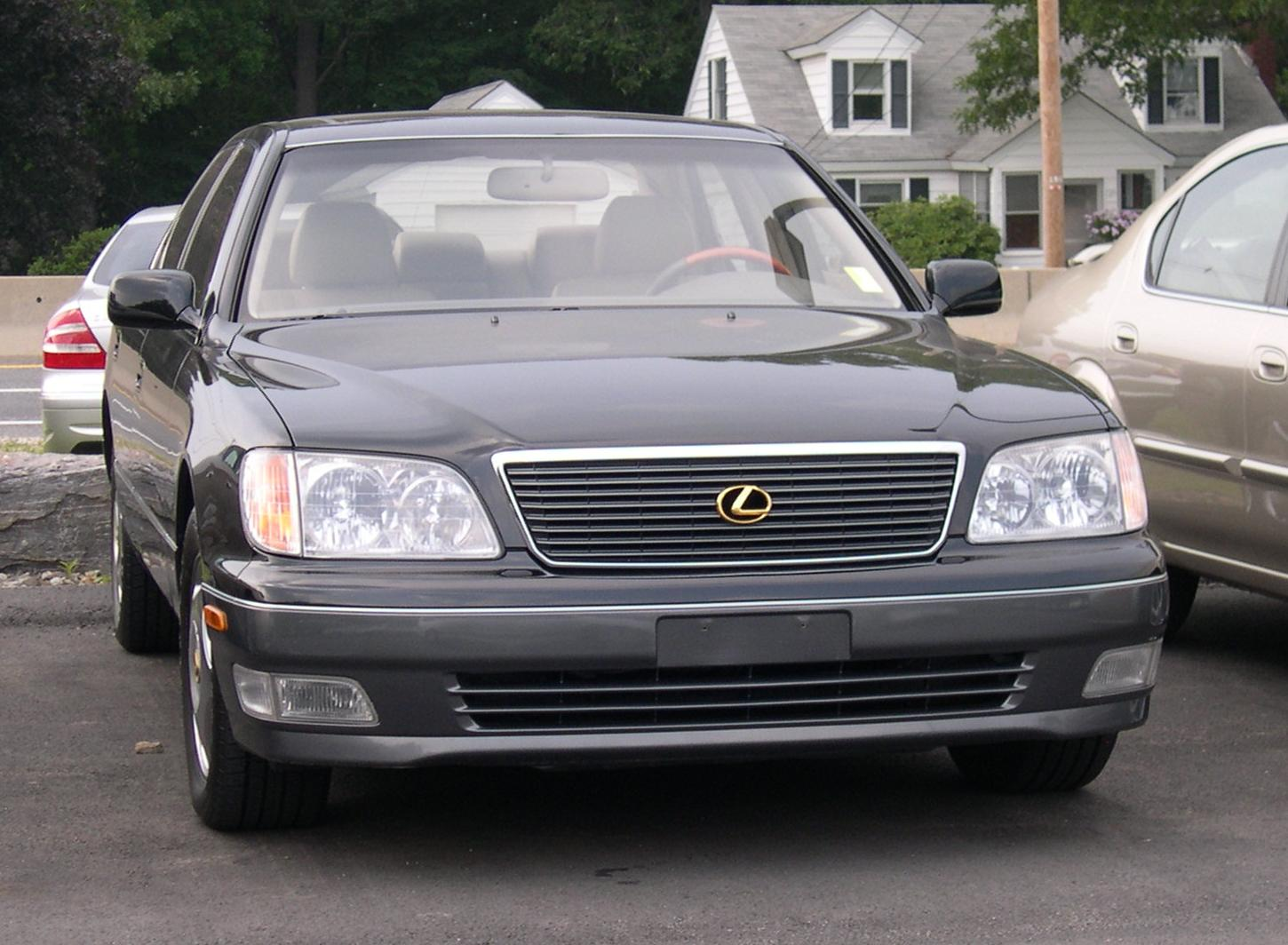
Lexus LS I po drugim liftingu

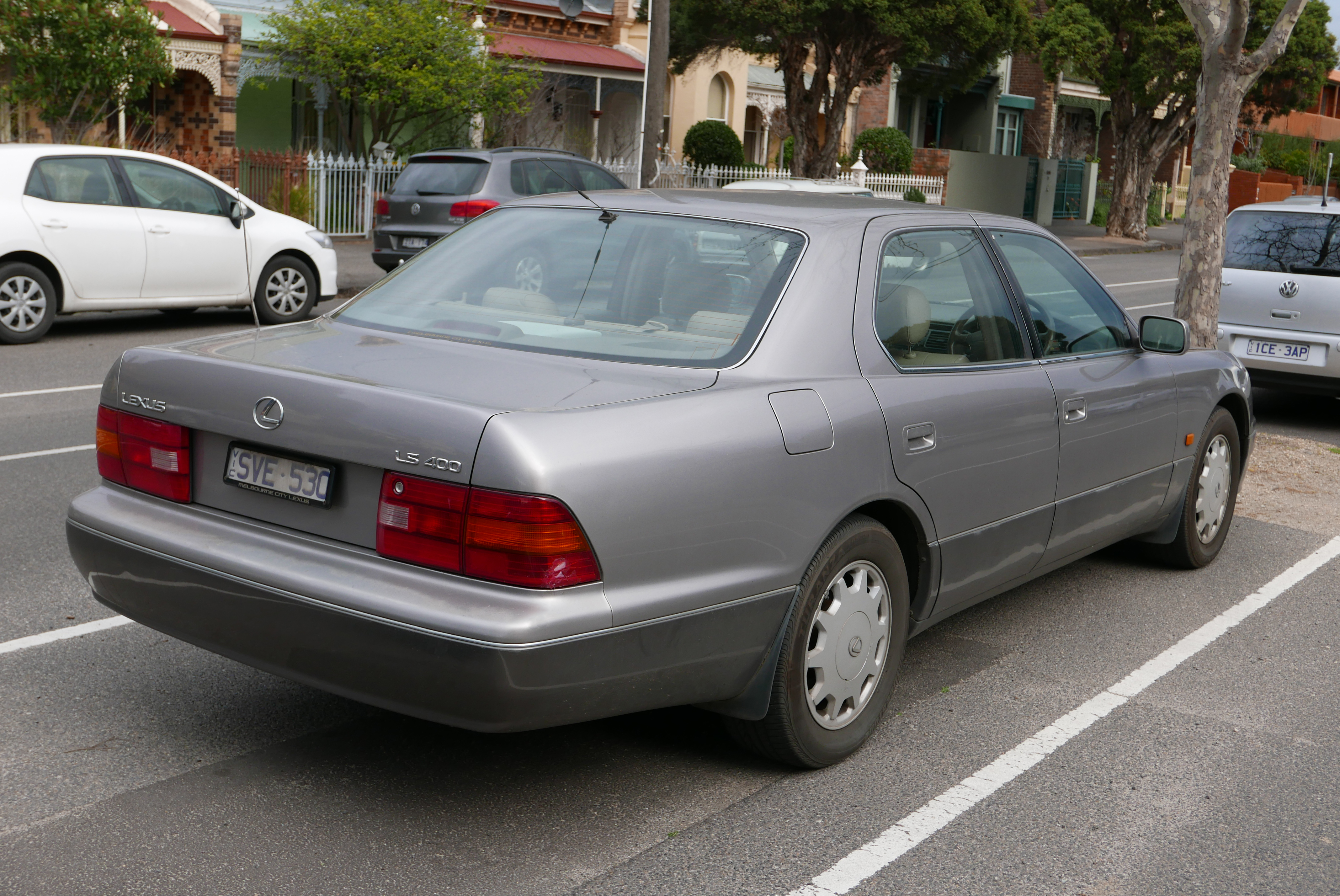
Lexus LS I po liftingu – tył

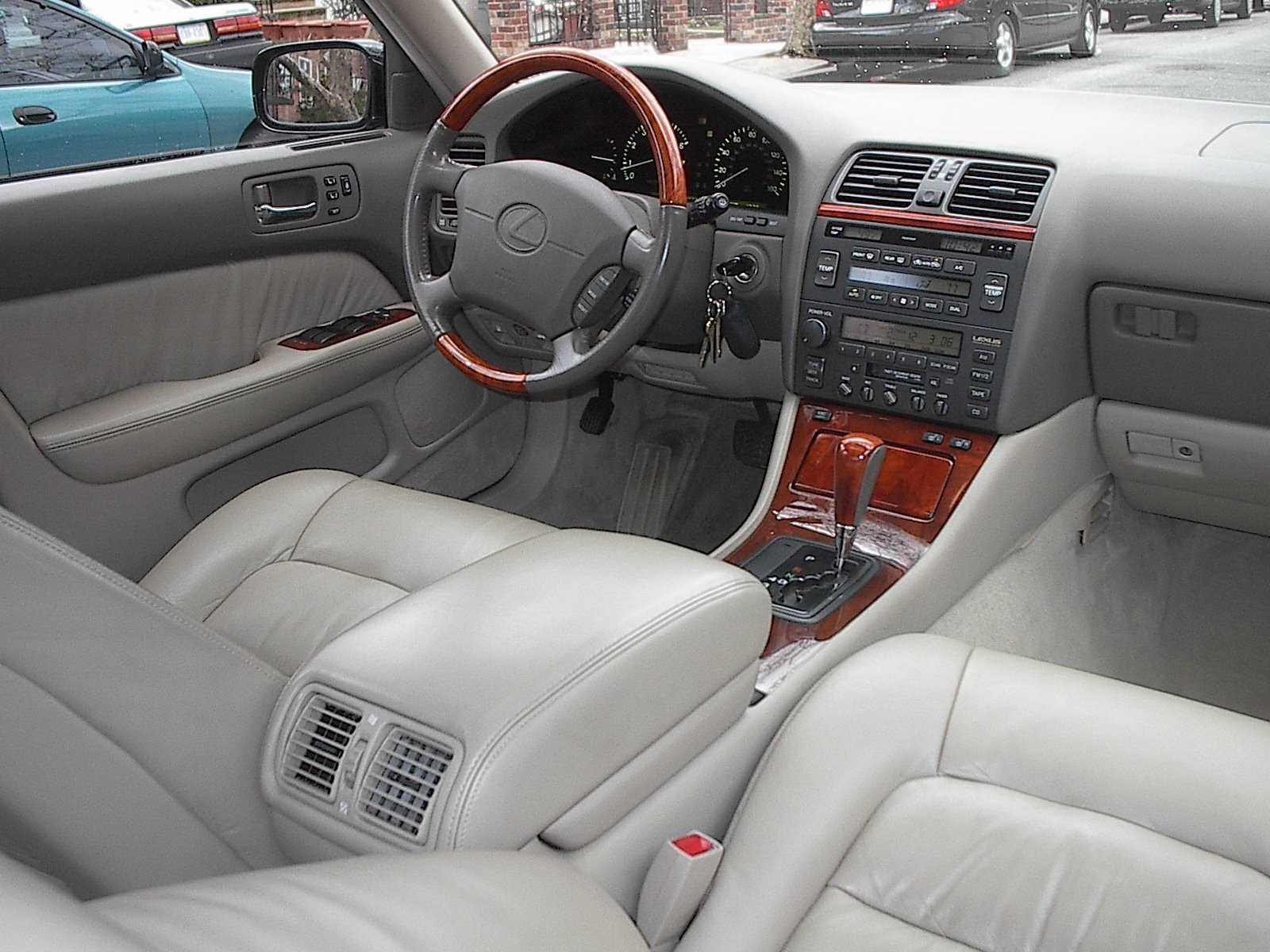
Lexus LS I po drugim liftingu – wnętrze

Lexus LS drugiej generacji był produkowany w latach 1994–2000.
Po licznych uwagach dotyczących niedostatków osiągów w pierwszej generacji pojazdu, podniesiono moc silnika o 19 KM, a w późniejszej wersji aż o 39 KM. Charakterystycznym elementem pojazdu pozostawionym z poprzedniej generacji auta jest podświetlenie tablicy rozdzielczej w efekcie elektroluminescencji. W stosunku do poprzednika pojazd stracił na masie, dzięki czemu jest lżejszy i łatwiejszy w prowadzeniu, a także zużywa mniej paliwa.
W 1997 roku auto przeszło face lifting. Zwiększona została moc silnika w stosunku do pierwszej generacji modelu o 39 KM do 284 KM. Przy okazji liftingu zmieniona została przednia część pojazdu. Zastosowane zostały m.in. nowe reflektory, atrapa chłodnicy, światła przeciwmgłowe oraz przemodelowano deskę rozdzielczą pojazdu. Przednie kierunkowskazy zintegrowane zostały wraz z reflektorami.

### Silniki
| Wersja                         | Lexus LS 400 UCF 20 I | Lexus LS 400 UCF 20 II |
| Produkcja                      | 1994-1997 | 1997-2000 |
| Liczba                         | 110 000 sztuk | 110 000 sztuk |
| Silnik                         | Toyota 1UZ FE – 8-cylindrowy, w układzie V 32 zawory DOHC 4 zawory na cylinder Elektroniczny wtrysk paliwa Bosch Motronic,          | Toyota 1UZ FE – 8-cylindrowy, w układzie V 32 zawory DOHC 4 zawory na cylinder Elektroniczny wtrysk paliwa Bosch Motronic,          |
| Umiejscowienie silnika         | Wzdłużnie do osi pojazdu | Wzdłużnie do osi pojazdu |
| Napęd                          | napęd na oś tylną | napęd na oś tylną |
| Pojemność skokowa              | 3960 cm³ | 3960 cm³ |
| Pojemność skokowa              | 87,5 × 82,5 mm | |
| Stopień sprężania              | 10,5:1 | 10,5:1 |
| Moc maksymalna                 | 190 kW (264 KM) @ 5300 rpm | 208 kW (284 KM) @ 5900 rpm |
| Moc na jeden litr              | 62,5 KM / 1 litr pojemności skokowej cm³                                                                                            | 70,5 KM / 1 litr pojemności skokowej cm³                                                                                            |
| Maksymalny moment obrotowy     | 370 Nm @ 4500 rpm | 398 Nm @ 4100 rpm |
| Prędkość maksymalna            | 240 km/h (dane producenta) | 250 km/h (dane producenta) |
| Przyśpieszenie 0–100 km/h      | 7,7 s (dane producenta) | 6,9 s (dane producenta) |
| Poziom głośności przy 100 km/h | 58 dB (dane producenta) | 58 dB (dane producenta) |
| Zużycia paliwa na 100 km       | Średnie – przy prędkości: 90 km/h – 8,1 l / przy prędkości: 120 km/h – 10,3 l (dane producenta) (98 RON)                            | Średnie – przy prędkości: 90 km/h – 8,0 l / przy prędkości: 120 km/h – 10,1 l (dane producenta) (98 RON)                            |
| Zużycia paliwa na 100 km       | Cykl miejski – 12,5 l / max. 16,3 l (dane producenta) (98 RON)                                                                      | Cykl miejski – 12,3 l / max. 16,1 l (dane producenta) (98 RON)                                                                      |
| Zbiornik paliwa                | 85 litrów | 85 litrów |
| Układ hamulcowy                | Stalowe tarcze, firmy Brembo 2-tłoczkowe zaciski z przodu 2-tłoczkowe zaciski z tyłu Średnica tarcz – Przód: Ø 300 mm Tył: Ø 290 mm | Stalowe tarcze, firmy Brembo 4-tłoczkowe zaciski z przodu 2-tłoczkowe zaciski z tyłu Średnica tarcz – Przód: Ø 310 mm Tył: Ø 300 mm |
| Droga hamowania (100–0 km/h)   | Zimne: 40,0 m Rozgrzane: 40,2 m | Zimne: 37,5 m Rozgrzane: 38,6 m |
| Nadwozie / Karoseria           | Stalowa karoseria z komponentami i lekką stalą Aluminium 4-drzwiowy sedan                                                           | Stalowa karoseria z komponentami i lekką stalą Aluminium 4-drzwiowy sedan                                                           |
| Masa własna                    | 1656 kg | 1815 kg |
| Skrzynia biegów                | Aisin (4-biegowa automatyczna) Aisin (5-biegowa automatyczna)                                                                       | Aisin 5-biegowa automatyczna |
| Felgi / Opony                  | Lexus Design Goodyear Przód i Tył: 225/60 VR16                                                                                      | Lexus Design Goodyear Przód i Tył: 225/60 VR16                                                                                      |

## Trzecia generacja
Lexus LS III został po raz pierwszy oficjalnie zaprezentowany podczas targów motoryzacyjnych w Detroit w styczniu 2000 roku.

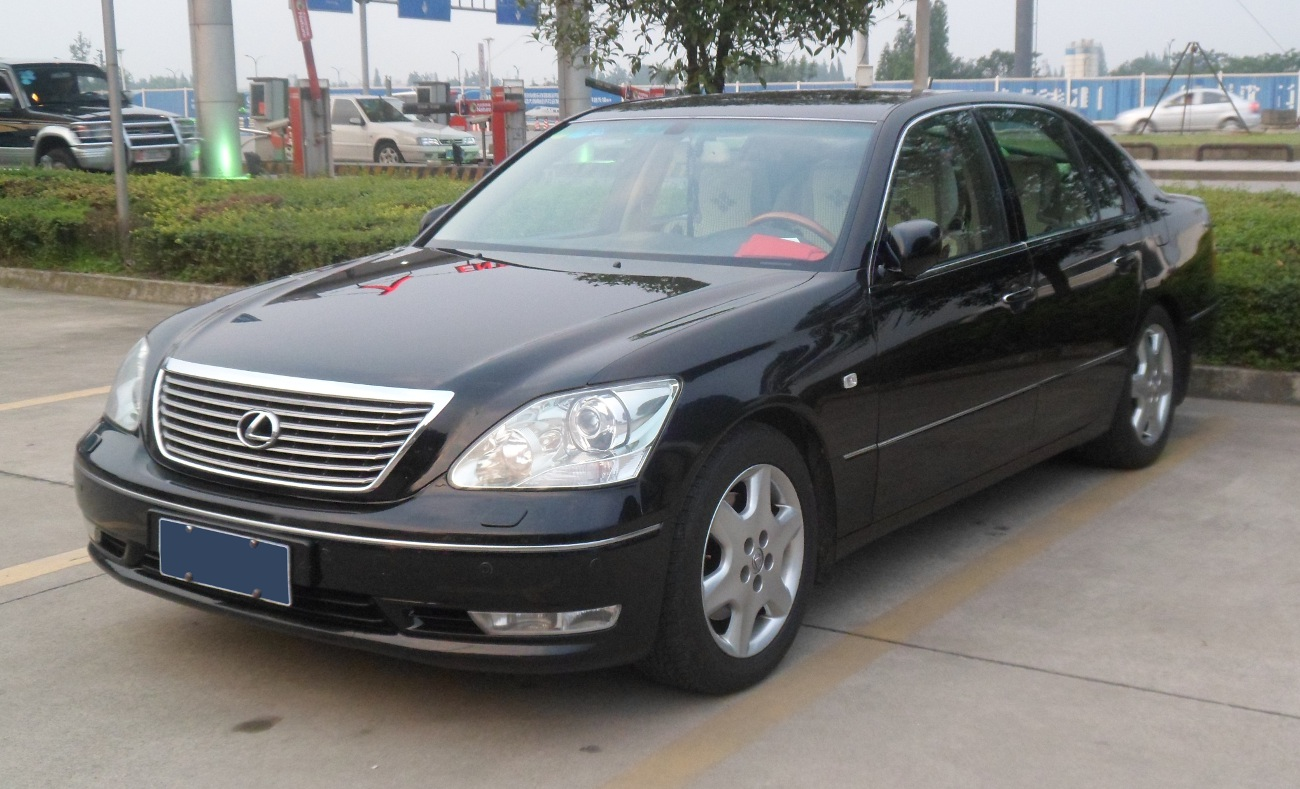
Lexus LS III po liftingu

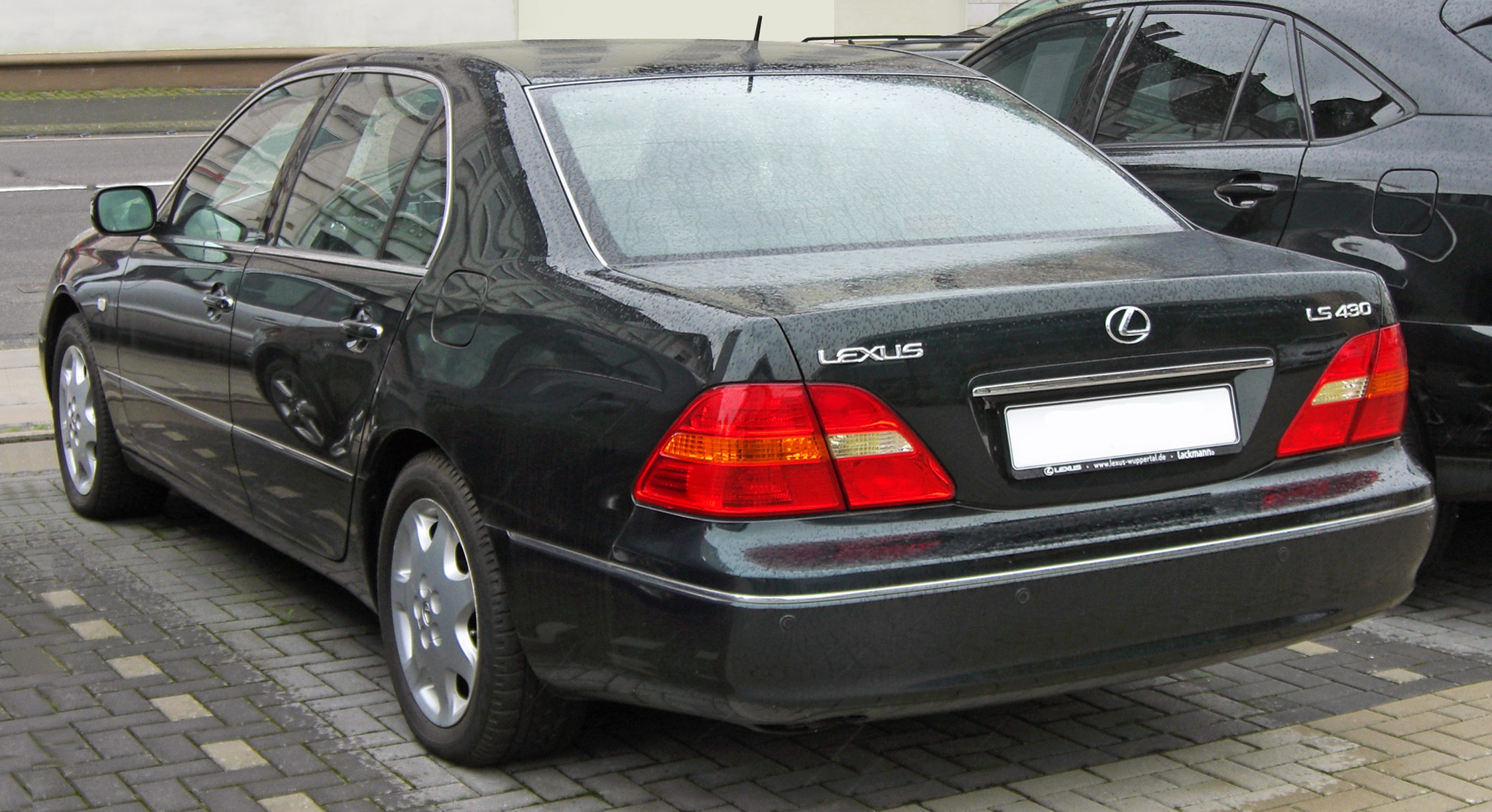
Lexus LS III – tył

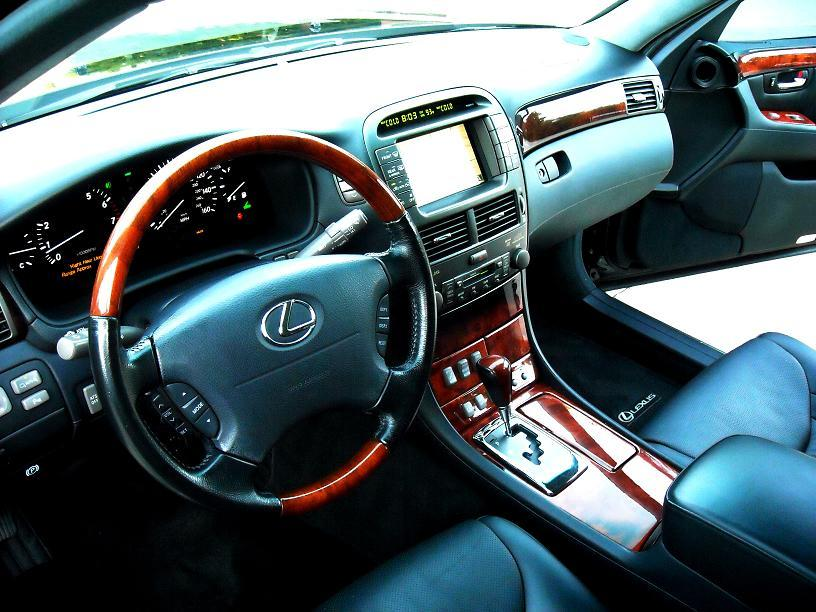
Lexus LS III – wnętrze

W przeciwieństwie do dwóch poprzednich generacji pojazdu, auto napędzał benzynowy silnik w układzie V8 o pojemności 4.3 l i mocy 294 KM, 216 kW. W 2003 roku auto przeszło facelifting. Wprowadzona została m.in. 6-biegowa automatyczna skrzynia biegów, delikatnie przemodelowane zostały przednie reflektory oraz atrapa chłodnicy, w tylnych światłach zastosowane zostały diody LED, a we wnętrzu pojazdu umieszczono poduszki powietrzne chroniące kolana kierowcy i pasażera oraz dodano do listy wyposażenia system bezkluczykowy, system przedkolizyjny, Bluetooth oraz kamerę cofania.

## Czwarta generacja
Lexus LS IV został po raz pierwszy oficjalnie zaprezentowany podczas targów motoryzacyjnych w Detroit w 2006 roku.

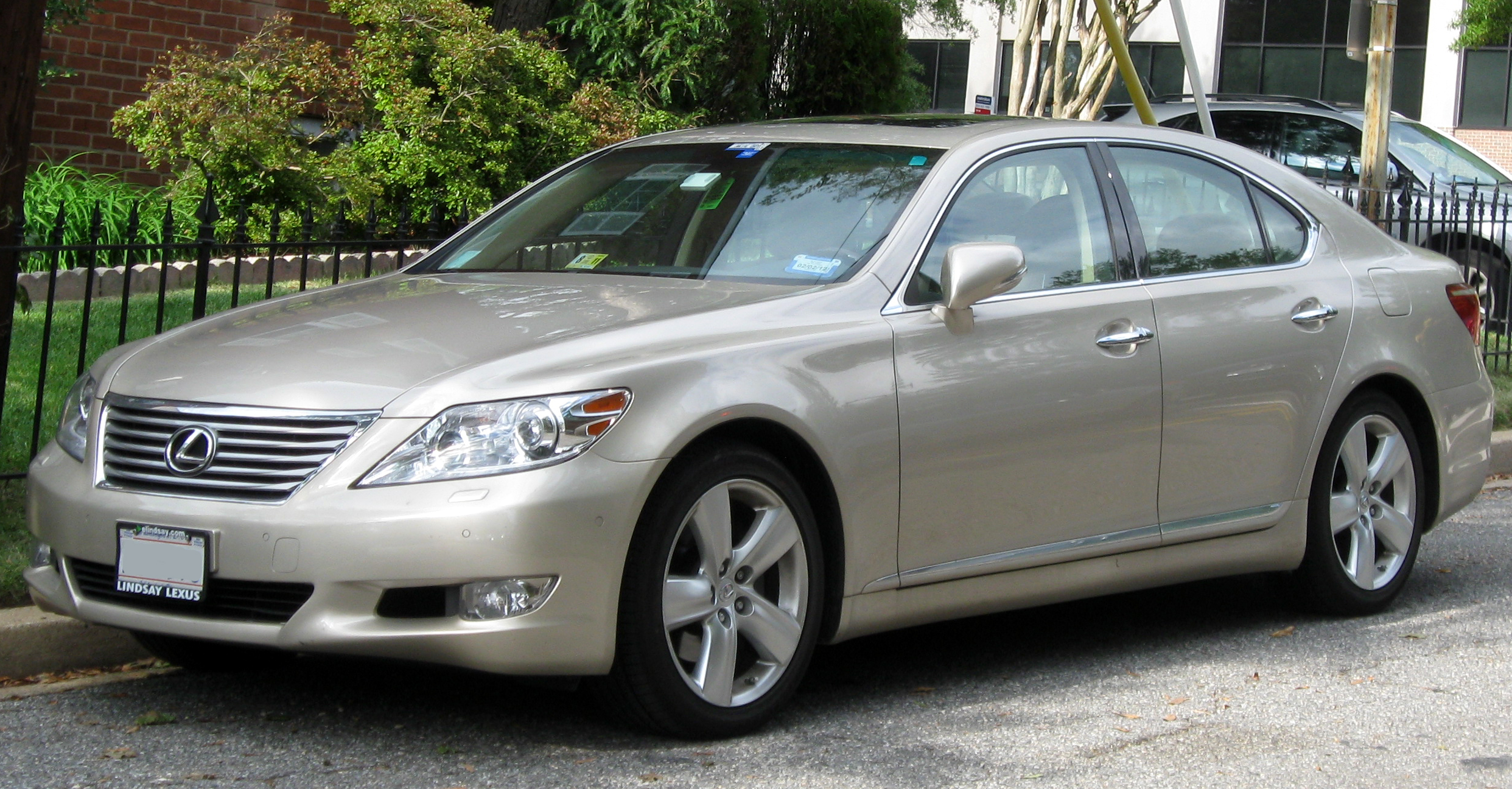
Lexus LS IV po pierwszym liftingu

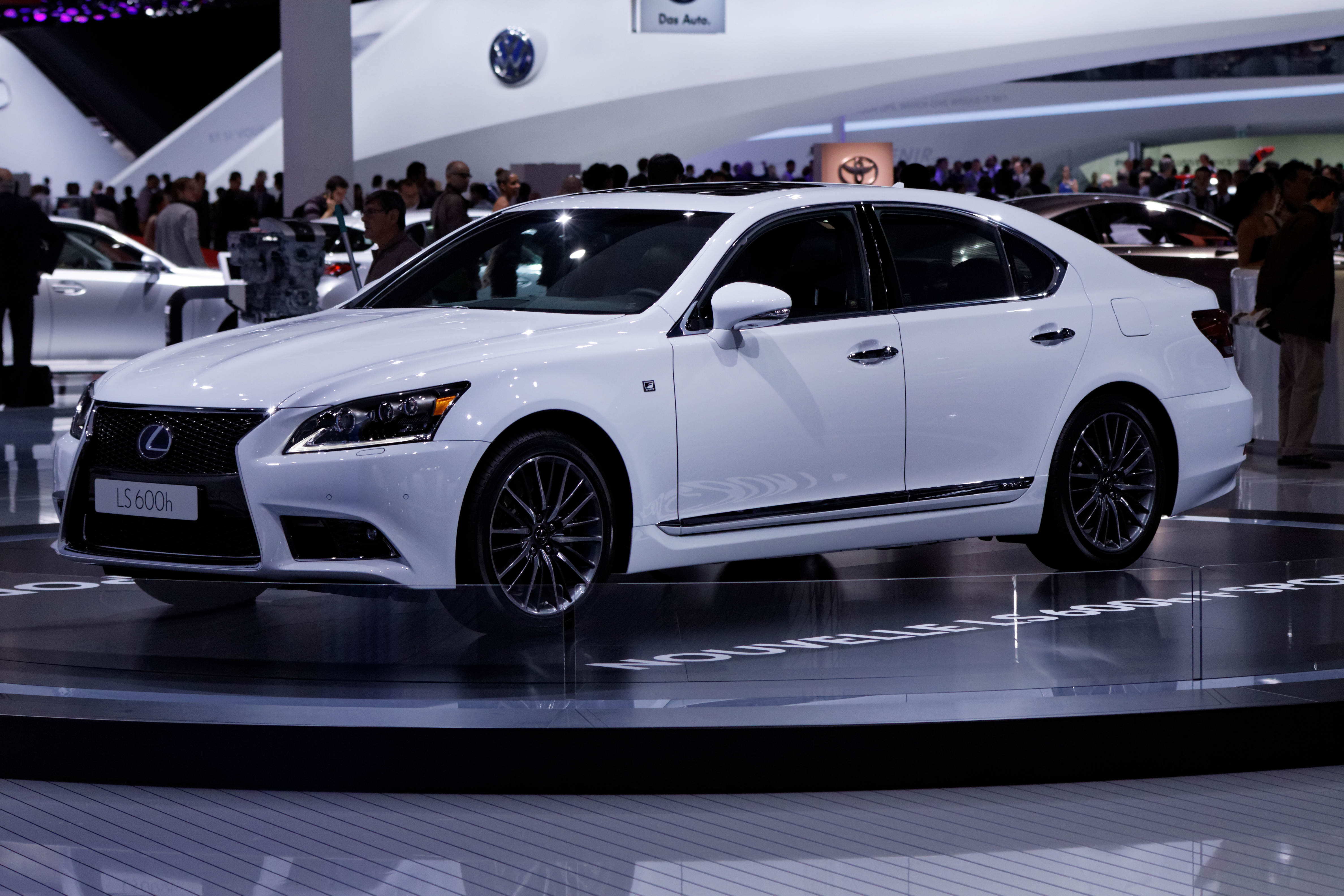
Lexus LS IV po drugim liftingu

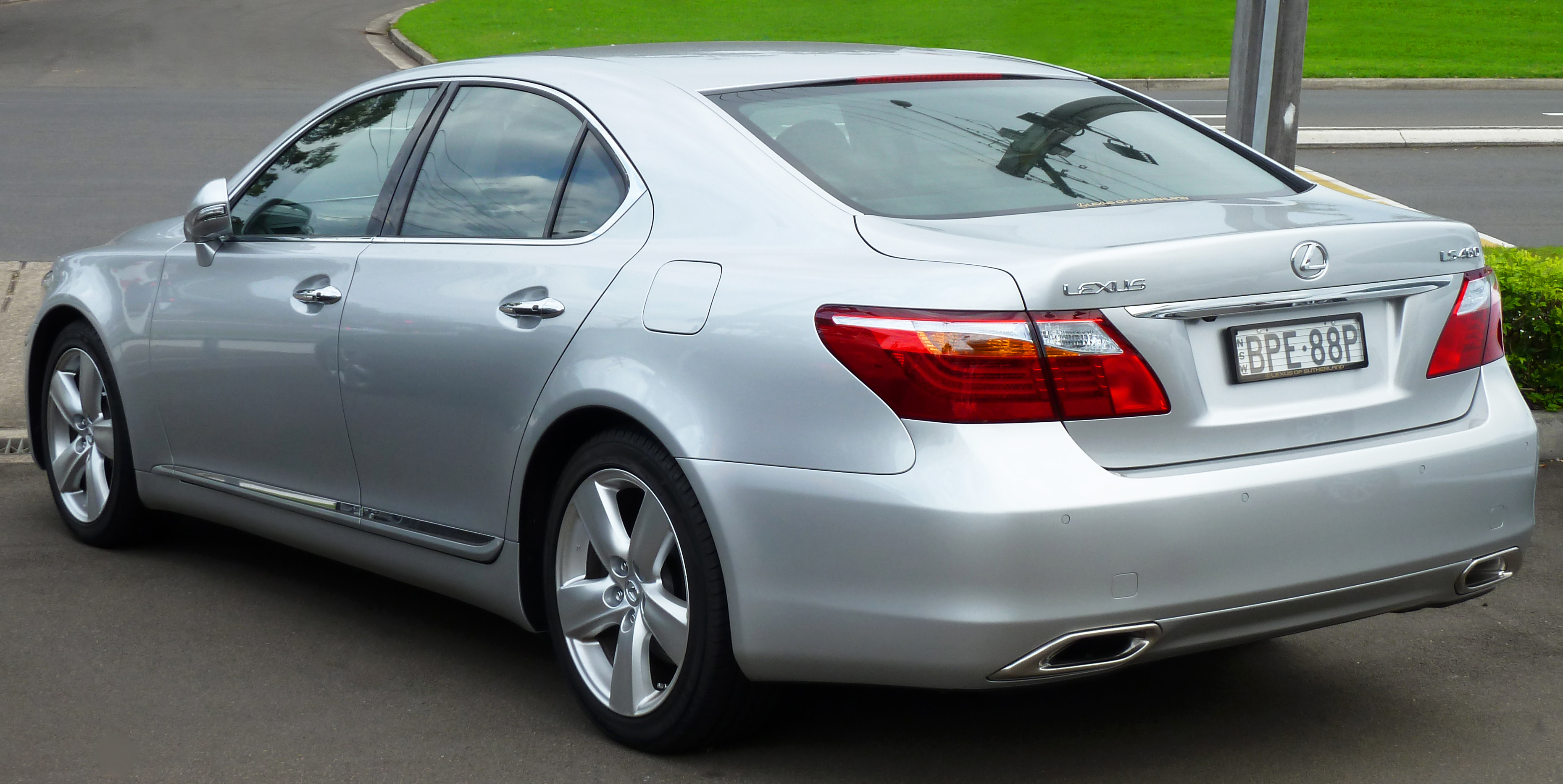
Lexus LS IV po pierwszym liftingu – tył

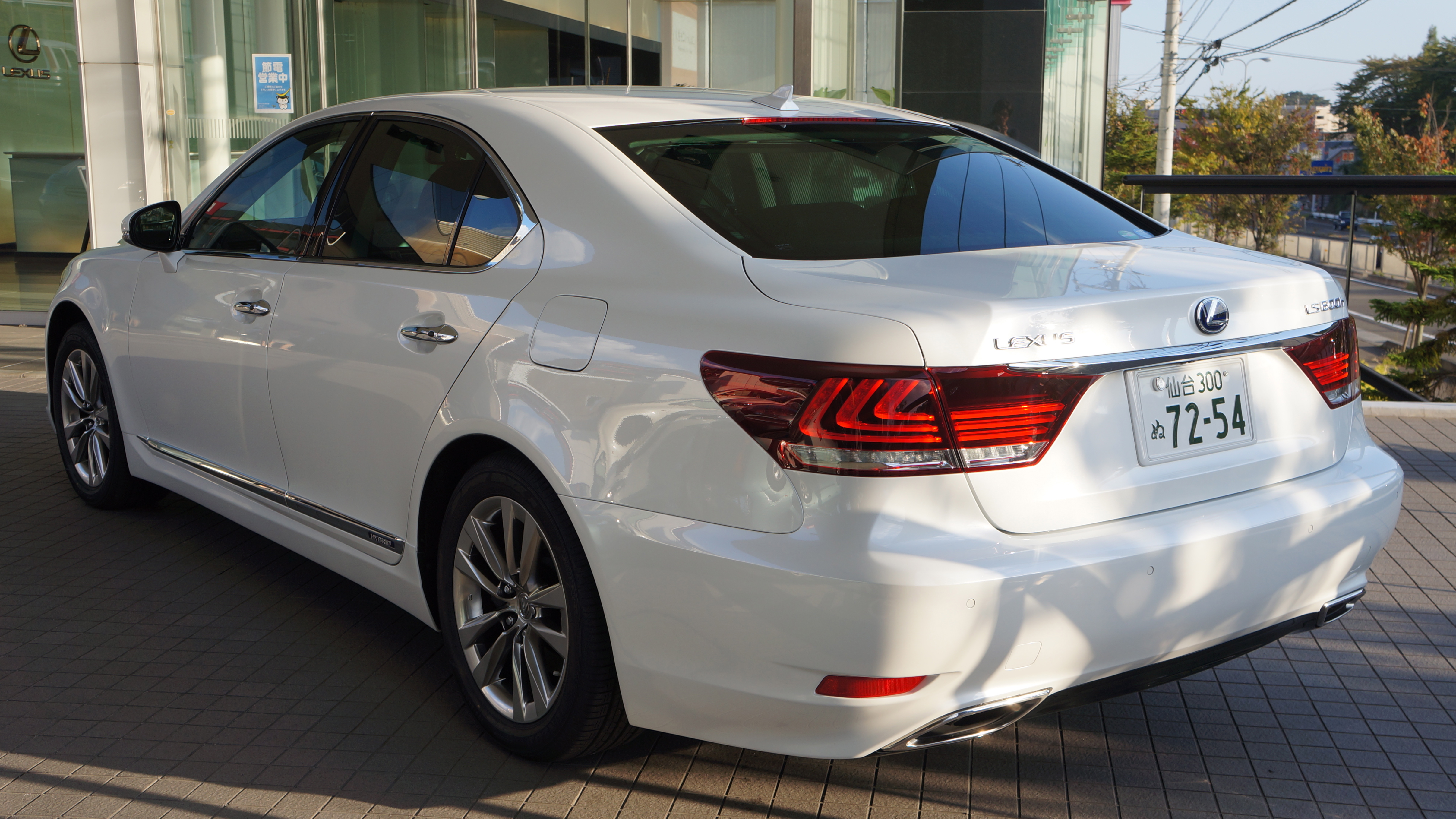
Lexus LS IV po drugim liftingu – tył

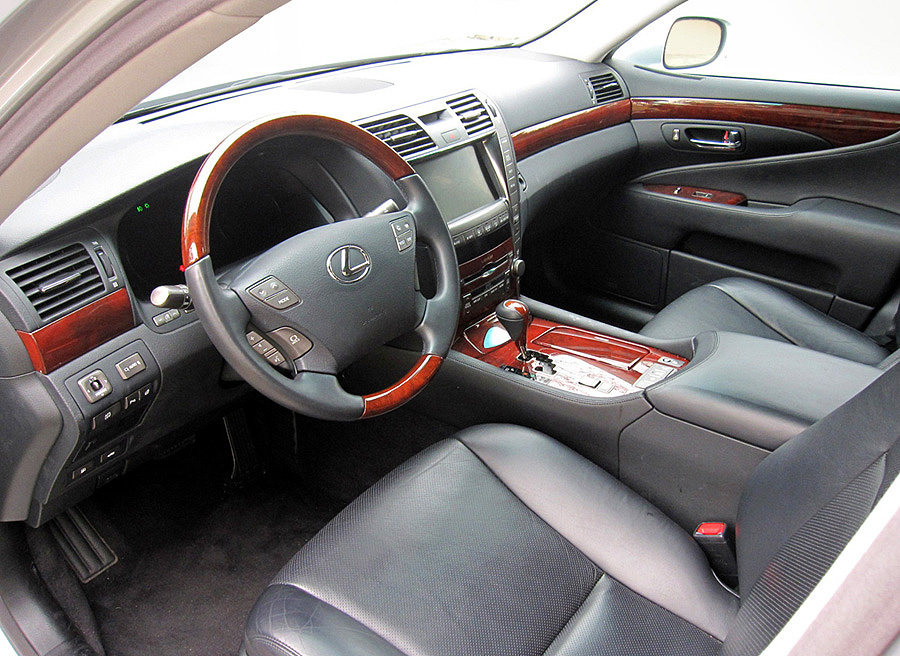
Lexus LS IV przed pierwszym liftingiem – wnętrze

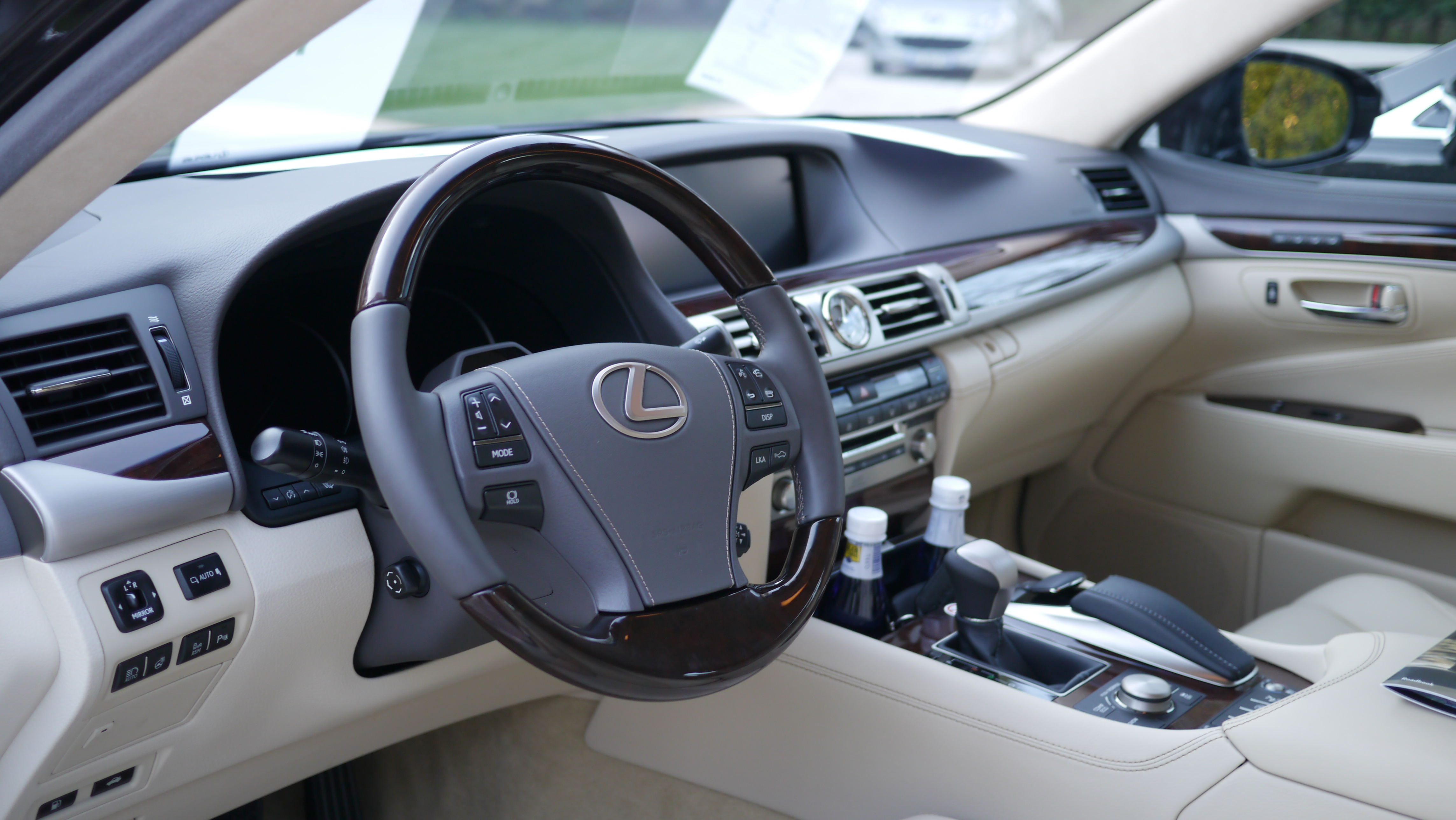
Lexus LS IV po drugim liftingu – wnętrze

Podczas targów motoryzacyjnych w Tokio pod koniec 2005 roku zaprezentowano prototyp pojazdu Lexus LF-Sh, który zapowiadał IV generację modelu LS. Pod koniec 2006 roku zaprezentowano hybrydową wersją pojazdu.
W 2009 roku auto przeszło pierwszy delikatny lifting. Zmodyfikowane zostały m.in. zderzaki, reflektory, światła tylne, atrapa chłodnicy oraz obudowy lusterek zewnętrznych w które wkomponowano kierunkowskazy.
W 2012 roku auto przeszło drugi, duży facelifting w którym zmieniono m.in. przednie reflektory, które zostały wykonane w technologii LED z charakterystyczną dla obecnie produkowanych modeli marki atrapą chłodnicy. Auto ma bardziej sztywną konstrukcję. Przerobiono m.in. adaptacyjne zawieszenie i układ kierowniczy oraz zredukowano we wnętrzu liczbę przycisków. Do listy wyposażenia dodano nowy 12,3-calowy wyświetlacz LCD, automatyczny włącznik świateł drogowych, analogowy zegar z systemem GPS dostrajającym czas, asystenta jazdy w pasie ruchu, kamerę noktowizyjną oraz klimatyzację z 13 sensorami.

### Wersje wyposażeniowe
- Sport – po I liftingu
- Touring Edition – po I liftingu
- Elite – po II liftingu
- F-Sport – po II liftingu
- Superior – po II liftingu
- Sport Special Edition

### Silniki

#### LS 460/460L (USF40 / USF41)
IV generacja Lexusa LS wyposażona została w silnik benzynowy w układzie V8 o pojemności 4.6 l i mocy 380 KM. Model ten był pierwszym w jakim firma Lexus zastosowała 8-biegową automatyczną skrzynię biegów. W 2007 roku samochód zdobył tytuł World Car of the Year.

#### LS 600h/600h L
Wersja pojazdu wyposażona w napęd hybrydowy – benzynowa jednostka V8 (o pojemności 5 l, mocy 398 KM) wspomagana jest przez silnik elektryczny zasilany z akumulatorów niklowo-metalowo-wodorowych. Łączna moc zestawu wynosi 438 KM. Auto wyposażono w bezstopniową skrzynię CVT. Przyśpieszenie do 100 km/h LS600h osiąga w 6,1 s i może rozpędzić się do 250 km/h. Producent deklaruje średnie zużycie paliwa na poziomie 7,5 l/100 km poza miastem i 10,5 l/100 km w mieście.

### Pozostałe informacje
- Oficjalnym samochodem rodziny królewskiej Monako, którym porusza się m.in. książę Albert II jest hybrydowy Lexus LS 600h L w wersji Landaulet. Auto 2 lipca 2011 roku zawiozło księcia Alberta II i pannę Charlene Wittstock do ślubu. Pojazd powstał we współpracy z belgijską firmą Duchatelet. Jest to czterodrzwiowy półkabriolet, ponieważ jedynie tylną kanapę pozbawiono dachu[16].
- Toyota Research Institute wykorzystuje Lexusa LS 600hL jako platformę do badań nad systemami automatycznego prowadzenia pojazdów. System, wyposażony w szereg czujników, takich jak kamery, radar i lidar, może działać w dwóch trybach. W trybie „szofera” całkowicie zastępuje kierowcę, z możliwością przejęcia sterowania przez człowieka w dowolnej chwili. W trybie „stróża” pojazd prowadzi kierowca, a system ingeruje w sytuacjach zagrożenia, pomagając zapobiec wypadkowi[17].

## Piąta generacja

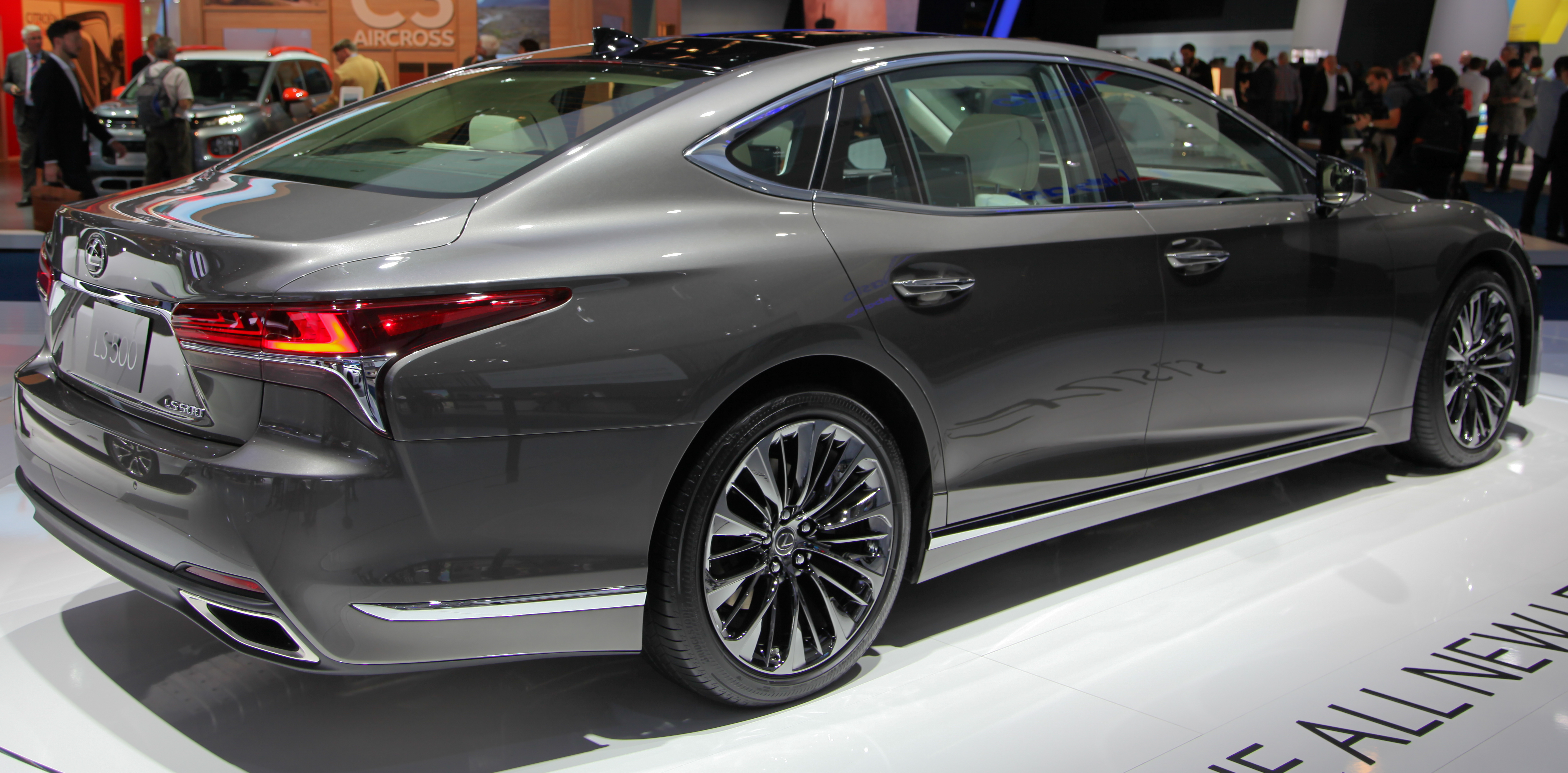
Lexus LS V – tył

Lexus LS piątej generacji zaprezentowano w styczniu 2017 roku na wystawie motoryzacyjnej North American International Auto Show w Detroit w wersji z napędem konwencjonalnym – Lexus LS 500. Podczas wystawy model ten został wyróżniony nagrodą EyesOn Design za projekt wnętrza.
Samochód jest drugim modelem (po sportowym coupé Lexus LC), zbudowanym w oparciu o nową platformę GA-L (Global Architecture for Luxury vehicles).
Do napędu LS 500 po raz pierwszy zastosowano podwójnie doładowany (twin turbo) sześciocylindrowy silnik widlasty o pojemności skokowej 3,5 l, mocy 417 KM i maksymalnym momencie obrotowym 600 Nm – wszystkie wcześniejsze generacje modelu korzystały z wolnossących silników V8. Napęd przenoszony jest na wszystkie koła za pośrednictwem 10-biegowej przekładni automatycznej, znanej z modelu LC 500.
Samochód wyposażono w zaawansowany system bezpieczeństwa czynnego Lexus Safety System+ A, wzbogacony o funkcję inteligentnego rozpoznawania pieszych, który w razie wykrycia niebezpieczeństwa potrącenia samoczynnie inicjuje hamowanie i autonomicznie podejmuje próbę ominięcia pieszego bez opuszczania pasa ruchu (Active Steering Assist), funkcję ostrzegania o ruchu poprzecznym przed pojazdem (Front Cross Traffic Alert), zmniejszającą ryzyko kolizji na skrzyżowaniu, a także o system Lexus CoDrive z elementami automatycznego prowadzenia. Kluczowe informacje mogą być prezentowane w polu widzenia kierowcy za pomocą kolorowego wyświetlacza projekcyjnego HUD o przekątnej aż 24 cali.
Producent podczas Międzynarodowego Salonu Samochodowego w Genewie w marcu 2017 zaprezentował wersję auta z hybrydową jednostką napędową Multi Stage Hybrid System, analogiczną do zastosowanej w modelu LC 500h. Oprócz 3,5-litrowego silnika benzynowego V6 oraz przekładni obiegowej, która pełni rolę rozdzielacza mocy i bezstopniowej automatycznej skrzyni biegów e-CVT, zawiera ona dodatkową automatyczną skrzynię biegów o czterech przełożeniach. W trybie manualnego wyboru przełożeń system oferuje kierowcy 10 „wirtualnych biegów”, co zapewnia lepsze panowanie nad dynamiką pojazdu.
W marcu 2017 na wystawie New York International Auto Show przedstawiono wersję LS 500 F Sport, wzbogaconą m.in. o system zintegrowanego zarządzania dynamiką pojazdu VDIM, sportowe zawieszenie, wzmocnione hamulce oraz zwiększający zwrotność i stabilność system LDH.
W czerwcu 2017 na wystawie Shenzhen-Hong Kong-Macao International Auto Show zaprezentowano wersję LS 350, wyposażoną w 3,5-litrowy, wolnossący, sześciocylindrowy silnik widlasty o mocy 318 KM i maksymalnym momencie obrotowym 380 Nm oraz 10-biegową przekładnię automatyczną.

### Facelifting 2020
W 2020 roku Lexus LS 5. generacji przeszedł facelifting. Auto zyskało nowy wygląd przednich lamp, przeprojektowaną konsolę centralną z nowym, dotykowym ekranem systemu multimedialnego oraz udoskonalony napęd hybrydowy w wersji LS 500. Wyposażenie samochodu zostało rozszerzone m.in. o łączność Apple CarPlay i Android Auto, w pełni zautomatyzowany system parkowania Advanced Park z funkcją pamięci oraz nowe cyfrowe lusterko wsteczne, które wyświetla w czasie rzeczywistym obraz z tylnej kamery parkowania.
W kwietniu 2021 roku Lexus ogłosił, że model LS – tak jak Toyota Mirai 2. generacji – będzie na wybranych rynkach wyposażony w nowy system Advanced Drive. Zadaniem układu jest częściowa automatyzacja jazdy na autostradach i drogach szybkiego ruchu. Jego możliwości obejmują automatyczne utrzymywanie auta na pasie ruchu i zachowywanie dystansu do innych pojazdów. System ma również pomagać w zmianie pasa, wyprzedzaniu czy wybieraniu odpowiednich zjazdów.
W listopadzie 2022 roku marka ogłosiła wprowadzenie na rynek zaktualizowanej wersji modelu LS z nowymi multimediami. Samochód otrzymał najnowszy system Lexus Link Pro z 12,3-calowym ekranem dotykowym.

## Nagrody
- 2007 – World Car of the Year – najlepszy samochód roku[14]
- 2017 – EyesOn Design – nagroda za stylistykę wnętrza[27]
- 2018 – Interia MotoAs – wygrana w kategorii KLASA[28]
- 2018 – 2018 Wards 10 Best Interiors – wyróżnienie za projekt wnętrza[29]